# Мингбай
Мингба́й (кирг. Миңбай; XIX век, Ферганская долина – 1864, Южный Казахстан) — кокандский военный деятель XIX века, участвовавший в русско-кокандской войне. Был правой рукой Алимкула.

## Биография

### Участие в Гражданской войне
Летом и осенью 1862 года кыргызы  и кыпчаки взяли Касан, затем они взяли Наманган, Чуст, Туракурган и все ближайшие к ним селения. В это же время, по настоянию Алимкула, поднялись исфаринские и сохские кыргызы. Худояр-хан растерялся и послал к эмиру Бухары за помощью. Мингбай осадил Чартак. Хан послал против него четырёх пятисотников, но они были разбиты. Кыргыз-кыпчаки стали появляться около самого Коканда и грабить его ближайшие окрестности.
В августе 1862 года Андижан был взят в осаду и был завоёван в январе 1863 года. В это же время повторно был взят Наманган, а за ним и весь правый берег Сырдарьи. В феврале кыргыз-кыпчаки осадили Маргилан и захватили его в апреле 1863 года.

### Взятие Худжанда
Воцарившись в Коканде, Алимкул первым делом отправил войска на захват Худжанда, где правителем оставался Дуст-Мухаммад каракалпак. Переговоры с ним ни к чему не привели, на помощь ему подошли несколько полков бухарцев.
После безуспешной пятнадцати-дневной осады Мингбай начал отступать. Каракалпаки получили приказание преследовать отступающего неприятеля. Мингбай со своей кавалерией бросился на этот сброд, опрокинув его, погнал и совершенно неожиданно ворвался в крепость на плечах каракалпаков. Худжанд был взят, а мангыты бежали в Бухару.

### Книги
- Бейсембиев Т. К. Кокандская историография. Исследование по источниковедению Средней Азии XVIII-XIX веков. — Алматы: TOO «Print-S», 2009. — 1263 с. — ISBN 9965-482-84-5.
- Наливкин В. Краткая история Кокандского ханства. — Казань, 1886. — 215 с.
- Б.М. Бабаджанов. Кокандское ханство: власть, политика, религия. — Токио, Ташкент, 2010. — 744 с.